# Cieśnina Bougainville’a

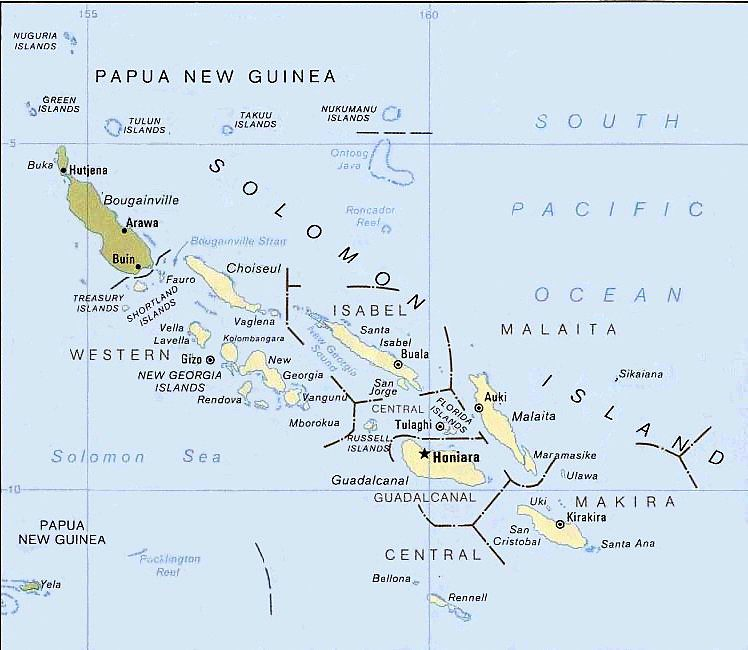
Cieśnina Bougainville i Wyspy Salomona

Cieśnina Bougainville’a – cieśnina oddzielająca wyspy Choiseul i Bougainville’a. Po raz pierwszy przepłynął przez nią Louis Antoine de Bougainville w 1768 roku. W 1788 roku przepłynął przez nią porucznik Royal Navy John Shortland, nadając kilku wyspom leżącym w cieśninie nazwę Treasury Islands. Shortland nazwał cieśninę swoim nazwiskiem, lecz później stała się znana jako Cieśnina Bougainville’a
Cieśnina Bougainville’a jest częścią trasy statków transportowych płynących z Cieśniny Torresa do Kanału Panamskiego. Jest to jedna z trzech tras statków handlowych przez Wyspy Salomona; trasy biegną przez Cieśninę Bougainville’a i Indispensable, które łączą Pacyfik, Morze Salomona i Morze Koralowe; i przez Cieśninę Manning, która łączy Pacyfik z Cieśniną Nowej Georgii (ang. New Georgia Sound), znaną również jako The Slot, przez którą Japończycy transportowali uzupełnienia dla garnizonu na Guadalcanalu podczas II wojny światowej